# Apache JServ Protocol
Apache JServ Protocol (AJP) је бинарни протокол, који упите на веб сервер просљеђује сервлет контејнеру или апликационом серверу даље. Овај протокол има способности мониторинга. Идеалан је за loadbalancing окружења, гдје више веб сервера прима упите и просљеђује их даље, према једном или више апликационих сервера. Одређеним "рутинг" механизмима се осигурава да подаци сесије не буду изгубљени или помијешани међу различитим серверима.
AJP је у "Apache HTTP" серверу имплементиран помоћу модула mod_jk.
Сервлет контејнери Apache Tomcat и Jetty servlet container подржавају AJP.